# Anel Paracelso
O Anel Paracelso (em alemão:  Paracelsus-Ring) é uma condecoração concedida a cada três anos pela cidade de Villach, destinada a trabalhos científicos relacionados a Paracelso.

## Laureados
- 1954 Kurt Goldammer
- 1957 Ernst Rothlin
- 1960 Erwin Schrödinger
- 1963 Lorenz Böhler
- 1966 Hans Moritsch
- 1969 Robert Braun
- 1973 Konrad Lorenz
- 1976 Robert Henri Blaser
- 1979 Gotbert Moro e Walter Pagel
- 1982 Andreas Rett e Wolfgang Schneider
- 1985 Cesar Bresgen e Erwin Jaeckle
- 1987 Paul Watzlawick
- 1990 Antal Festetics
- 1993 Hermann Lübbe e Helmut Schüller
- 1996 Rotraud Perner
- 1998 Franz Wurst (posteriormente cancelada) [1]
- 2001 Hanno Millesi e Erich Loewy
- 2005 Johann Klocker e Hubert Sabitzer[2]
- 2008 Peter Grohr[3]
- 2013 Claudia Draxl
- 2016 Herwig Scholz
- 2019 Claudia Fräss-Ehrfeld[4]